# 山本由真
山本 由真（やまもと ゆま、1997年7月8日 - ）は、日本の女子バスケットボール選手である。ポジションはポイントガード。Wリーグのアイシン ウィングス所属。

## 来歴
千葉県出身。
昭和学院高校で全国大会準優勝を経験し、山梨学院大に進学。
卒業後、山梨クィーンビーズに加入。
2022年、アイシン ウィングスに移籍。